# Roberto Fernando Frojuello
Roberto Fernando Frojuello (San Paolo, 8 novembre 1937 – 28 gennaio 2021) è stato un calciatore brasiliano, di ruolo attaccante.

## Caratteristiche tecniche
Giocava come attaccante, ricoprendo il ruolo di ala sinistra.

## Carriera

### Club
Debuttò tra i professionisti nel 1956, giocando quattro incontri per la prima squadra del San Paolo. Dopo aver passato un periodo con il Guarani, tornò al San Paolo, ove tra il 1959 e il 1960 mise a segno trentatré gol. Nel 1961 si aggiunse alla lista dei brasiliani che hanno giocato in Argentina, firmando per il River Plate. In quella stagione, peraltro, la rosa del club di Buenos Aires abbondava di suoi connazionali. Tra di essi vi era Delém, con cui Roberto condivise la militanza nel River per le due annate successive (1962 e 1963). Il saldo dei tre campionati disputati da Roberto fu positivo, dato che si conclusero nell'ordine con un terzo e due secondi posti. Nel 1964 l'ala brasiliana lasciò l'Argentina per il Cile, trasferendosi al Colo-Colo: così facendo divenne il primo giocatore brasiliano a giocare nel Colo-Colo. Fece ritorno in patria nel 1966, vincendo il campionato dello stato di San Paolo con la casacca del Palmeiras.

### Nazionale
Roberto ebbe una breve carriera in Nazionale: nel 1960 fu convocato per la Coppa Roca e disputò la doppia sfida contro l'Argentina.

## Palmarès

### Club

#### Competizioni nazionali
- Campionato paulista: 1

Palmeiras: 1966